# Cassopolis
Cassopolis – wieś w USA, w stanie Michigan, na Półwyspie Dolnym, w regionie Południowy Michigan (Southern Michigan), administracyjna siedziba władz hrabstwa Cass. W 2010 r. miejscowość zamieszkiwało 1774 osób, a w przeciągu dziesięciu lat liczba ludności zwiększyła się o 2,0%.
Miejscowość leży w odległości około 50 km na wschód od wybrzeża jeziora Michigan, oraz około 30 km od miasta South Bend w stanie Indiana.